# 예니에르 마르케스
예니에르 마르케스 몰리나(스페인어: Yénier Márquez Molina, 1979년 1월 3일 ~ )는 쿠바의 전직 축구 선수로 과거 수비수로 활약했으며 현재 쿠바 축구 국가대표팀의 역대 국제 A매치 최다 출전 기록 보유자이자 FIFA 센추리클럽에 가입한 2명의 쿠바 선수 중 하나이다.

## 수상

### 클럽
FC 비야클라라
- 캄페오나토 나시오날 데 풋볼 데 쿠바 : 우승 (2002-03, 2004-05, 2010-11, 2012, 2013), 준우승 (2000-01, 2003, 2008-09, 2014), 3위 (2001-02, 2007-08, 2009-10, 2019)

 호퍼스 FC
- 앤티가 바부다 프리미어 디비전 : 우승 (2015-16, 2017-18), 준우승 (2016-17)

### 국가대표팀
쿠바
- 카리브컵 : 3위 (2007, 2010)

## 같이 보기
- A매치 100경기 이상 출전한 축구 선수 명단